# Towersey
Towersey är en civil parish i Storbritannien.   Den ligger i grevskapet Oxfordshire och riksdelen England, i den södra delen av landet, 60 km väster om huvudstaden London. Antalet invånare är 433. Arean är 5,6 kvadratkilometer.
Terrängen i Towersey är mycket platt.